# Bermudy na Letnich Igrzyskach Olimpijskich 2008
Bermudy na Letnich Igrzyskach Olimpijskich 2008 reprezentowało 6 zawodników (cztery kobiety i dwóch mężczyzn) w 4 dyscyplinach.
Był to szesnasty występ reprezentacji Bermudów na letnich igrzyskach olimpijskich.
Chorążym reprezentacji podczas ceremonii otwarcia igrzysk była Jillian Terceira, która wystąpiła w jeździectwie.

## Reprezentanci

### Jeździectwo
- skoki przez przeszkody:

Jillian Terceira na koniu Chaka III - 72. miejsce (na 77 zawodniczek) (odpadła w eliminacjach)

### Lekkoatletyka
- skok w dal kobiet:

Arantxa King - wynik: 6,01m; 36. miejsce (na 42 zawodniczki) (odpadła w eliminacjach)
- skok w dal mężczyzn:

Tyrone Smith - wynik: 7,91m; 15. miejsce (na 41 zawodników) (odpadł w eliminacjach)

### Pływanie
- 100m stylem dowolnym mężczyzn:

Roy-Allan Burch - czas: 52,65s; 60. miejsce (na 64 zawodników) (odpadł w eliminacjach)
- 100m stylem grzbietowym kobiet:

Kiera Aitken - czas: 1:02.62; 33. miejsce (na 47 zawodniczek) (odpadła w eliminacjach)

### Triathlon
- triathlon kobiet:

Flora Duffy - nie sklasyfikowana